# 克拉希津城堡
克拉希津城堡（波蘭語：Zamek w Krasiczynie）是位於波蘭東南部喀爾巴阡山省城鎮克拉希津的一座城堡建築。這座城堡在歷史上屬於博覽貴族，並曾有多位波蘭國王訪問過這裡。現在城堡和附屬花園由波蘭工業發展署所有。

## 圖集

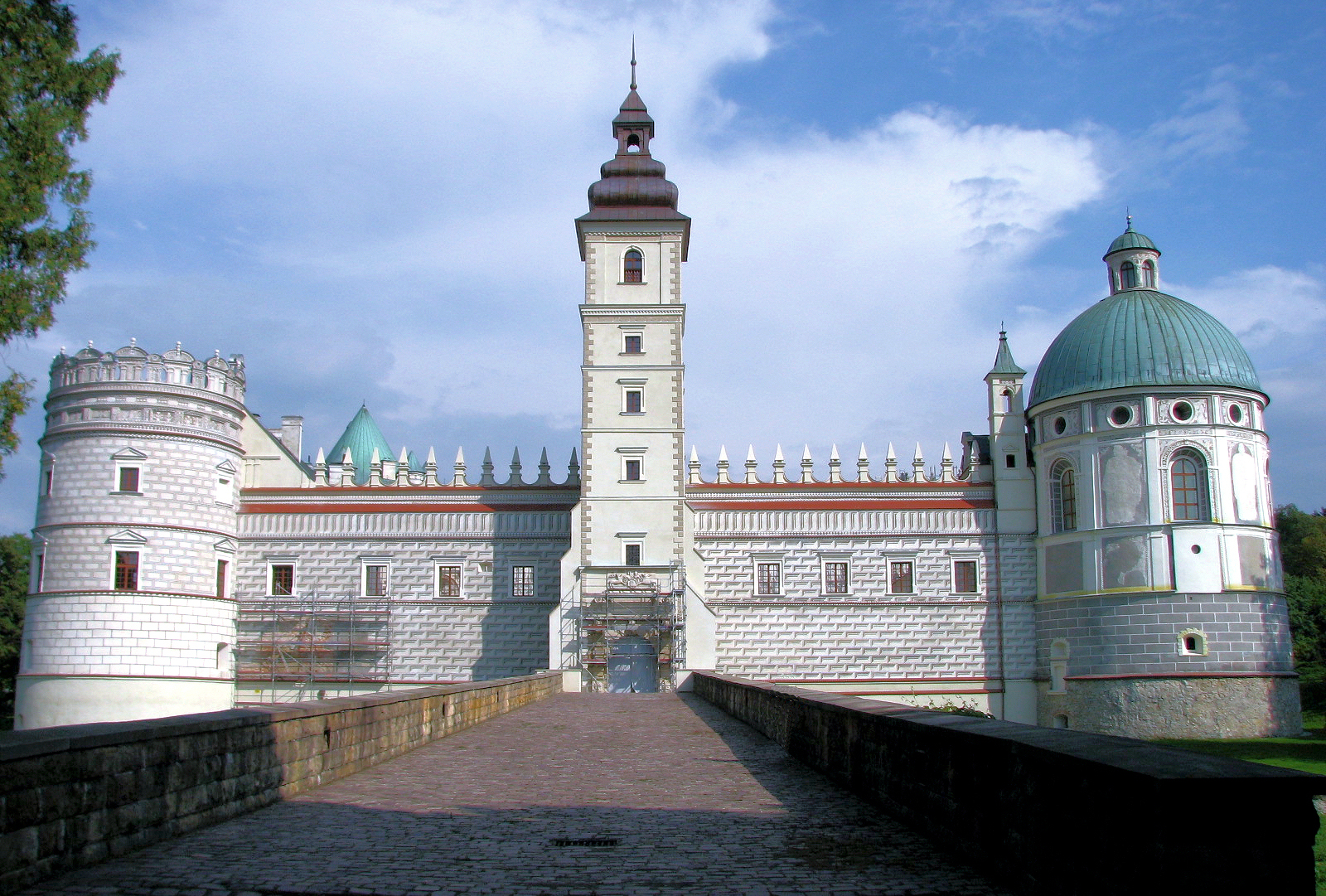
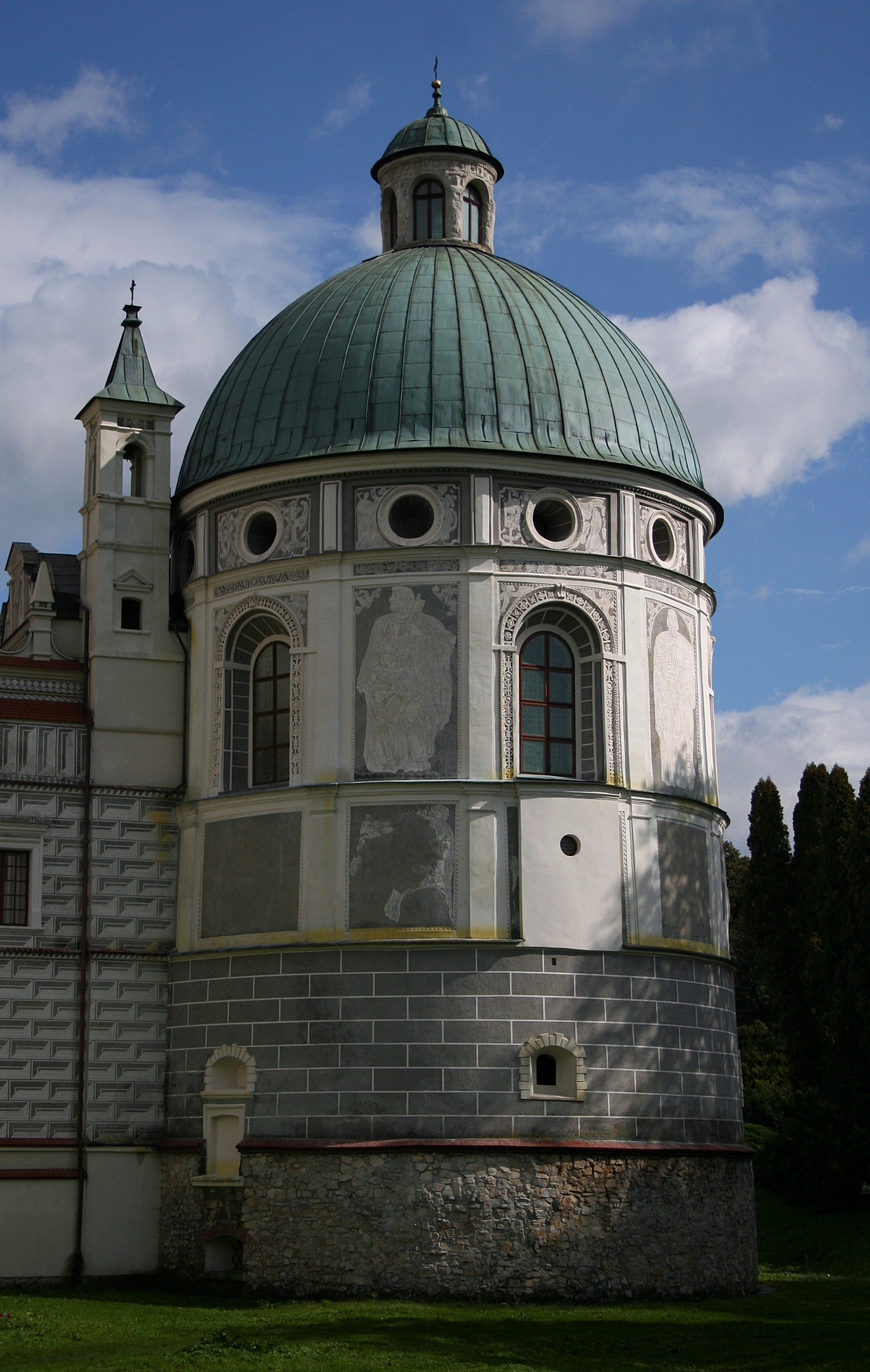
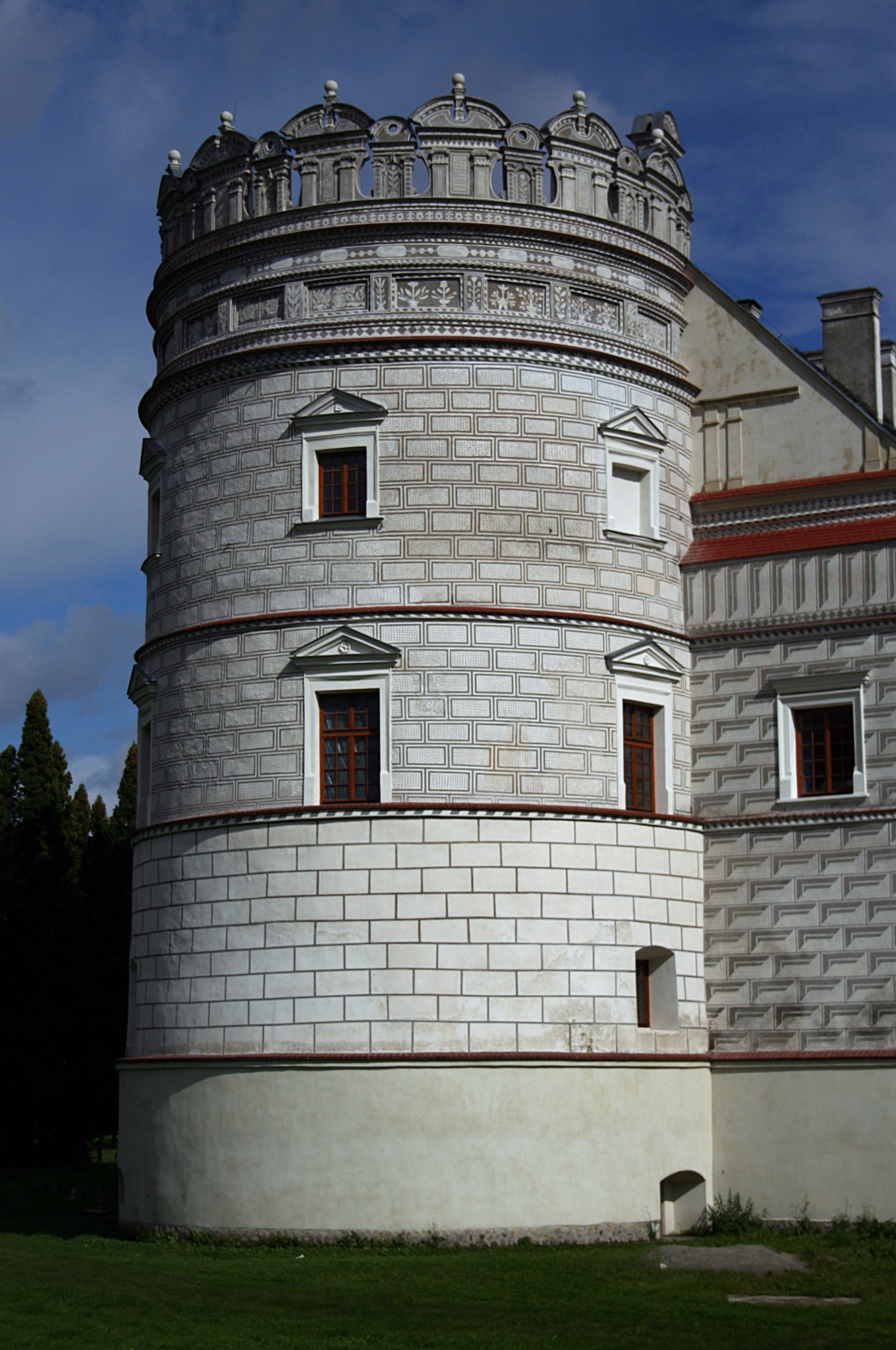
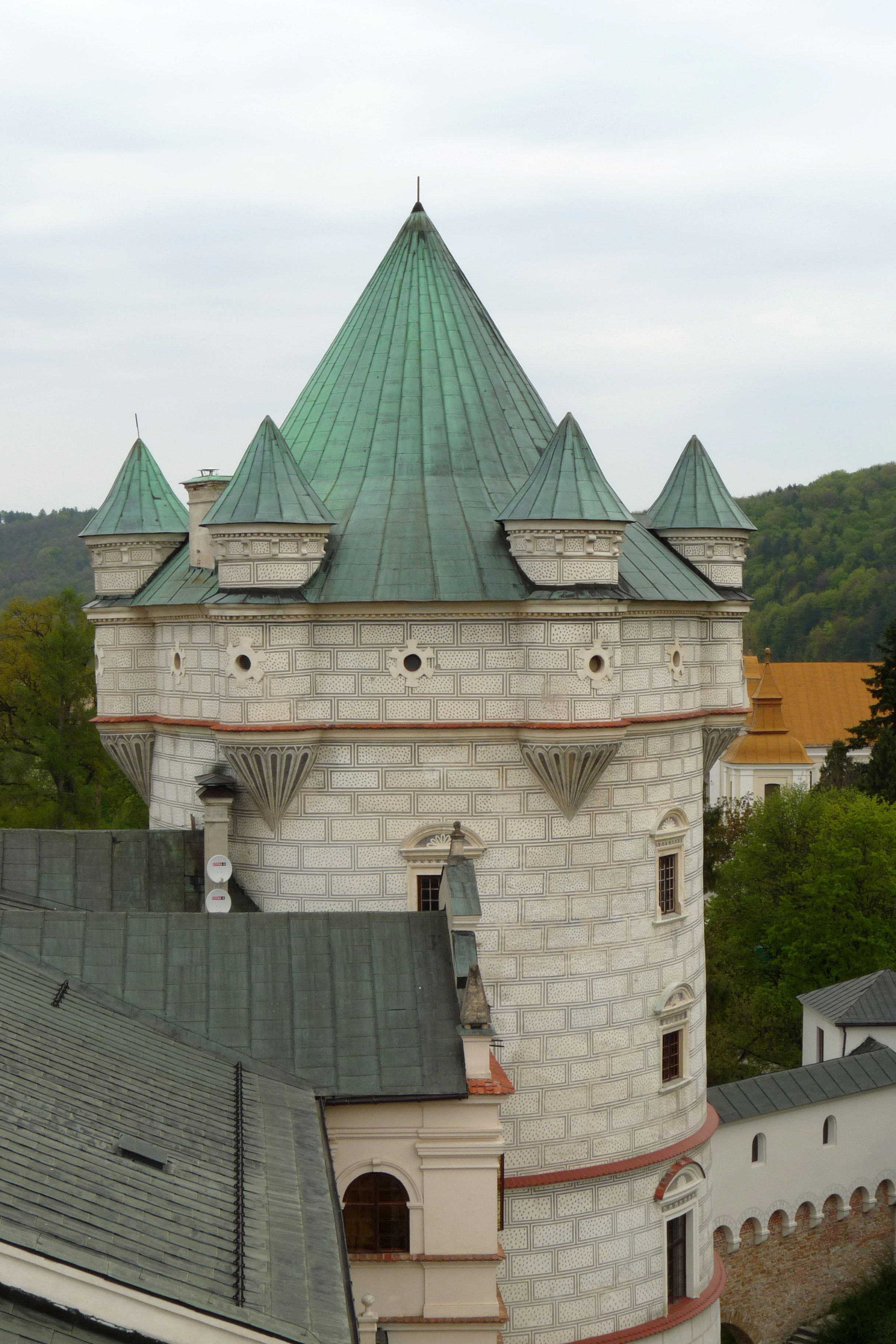
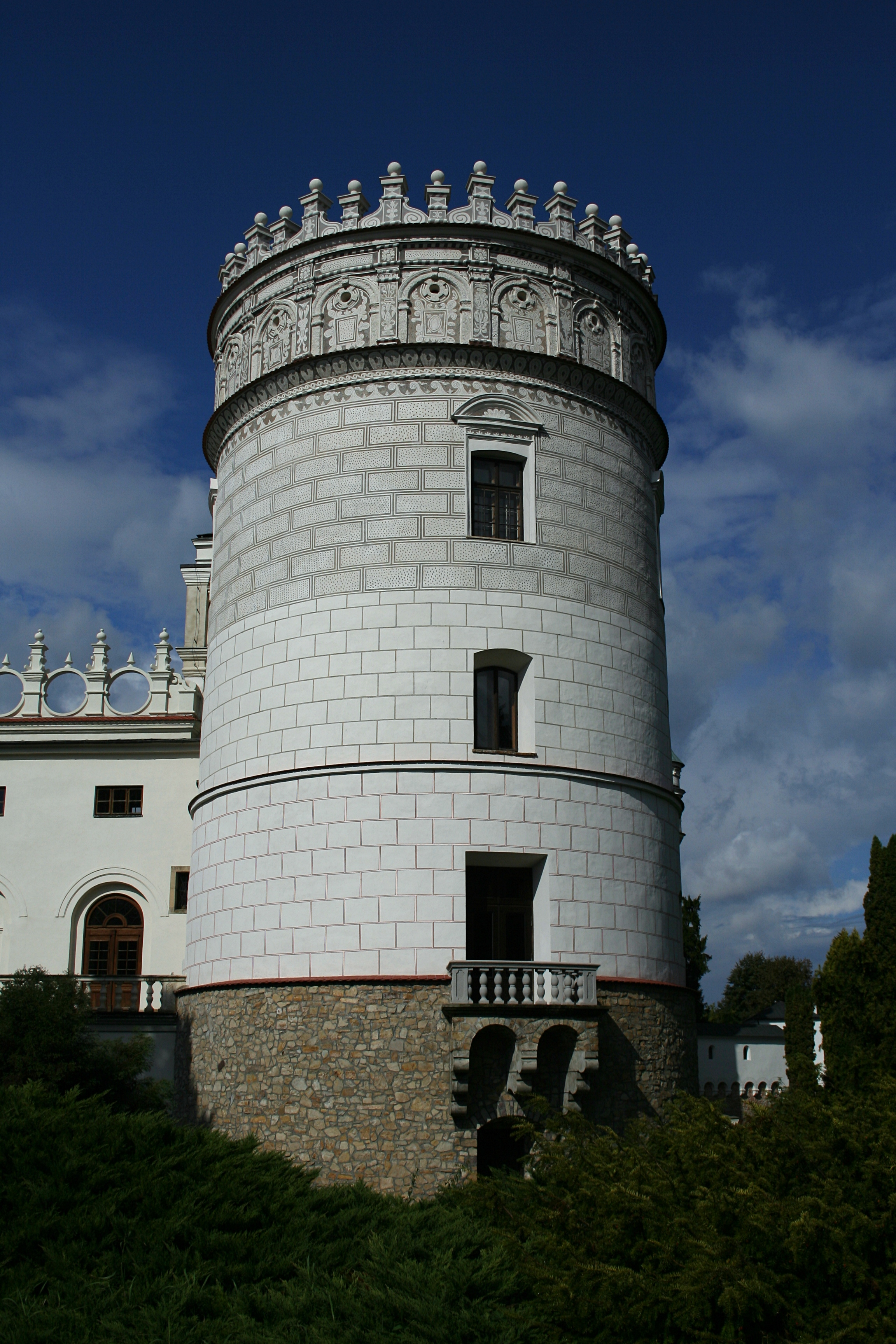
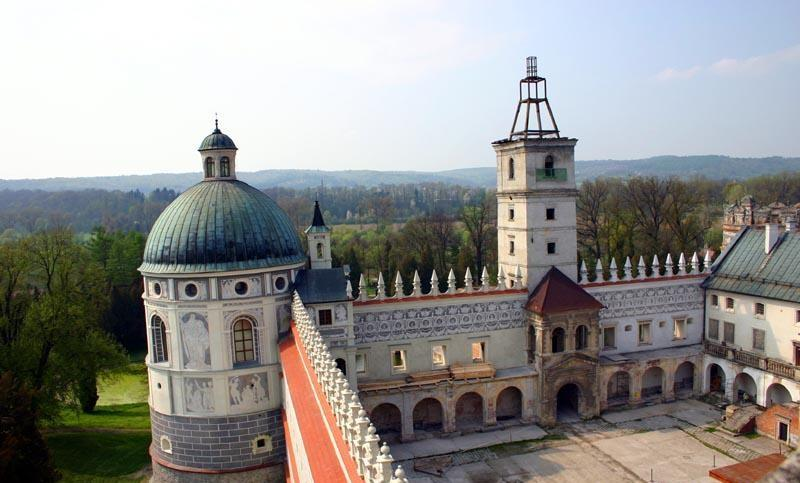
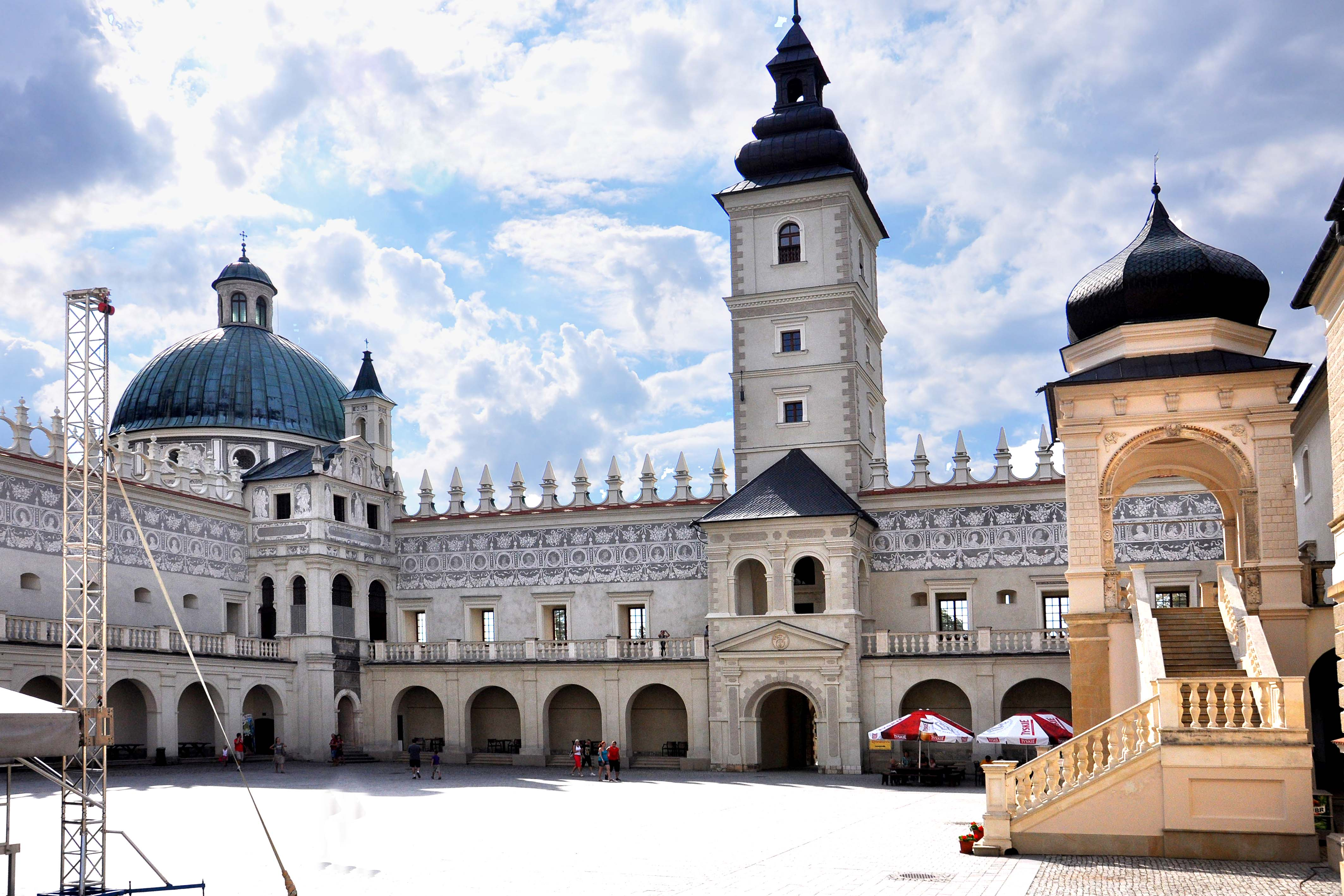
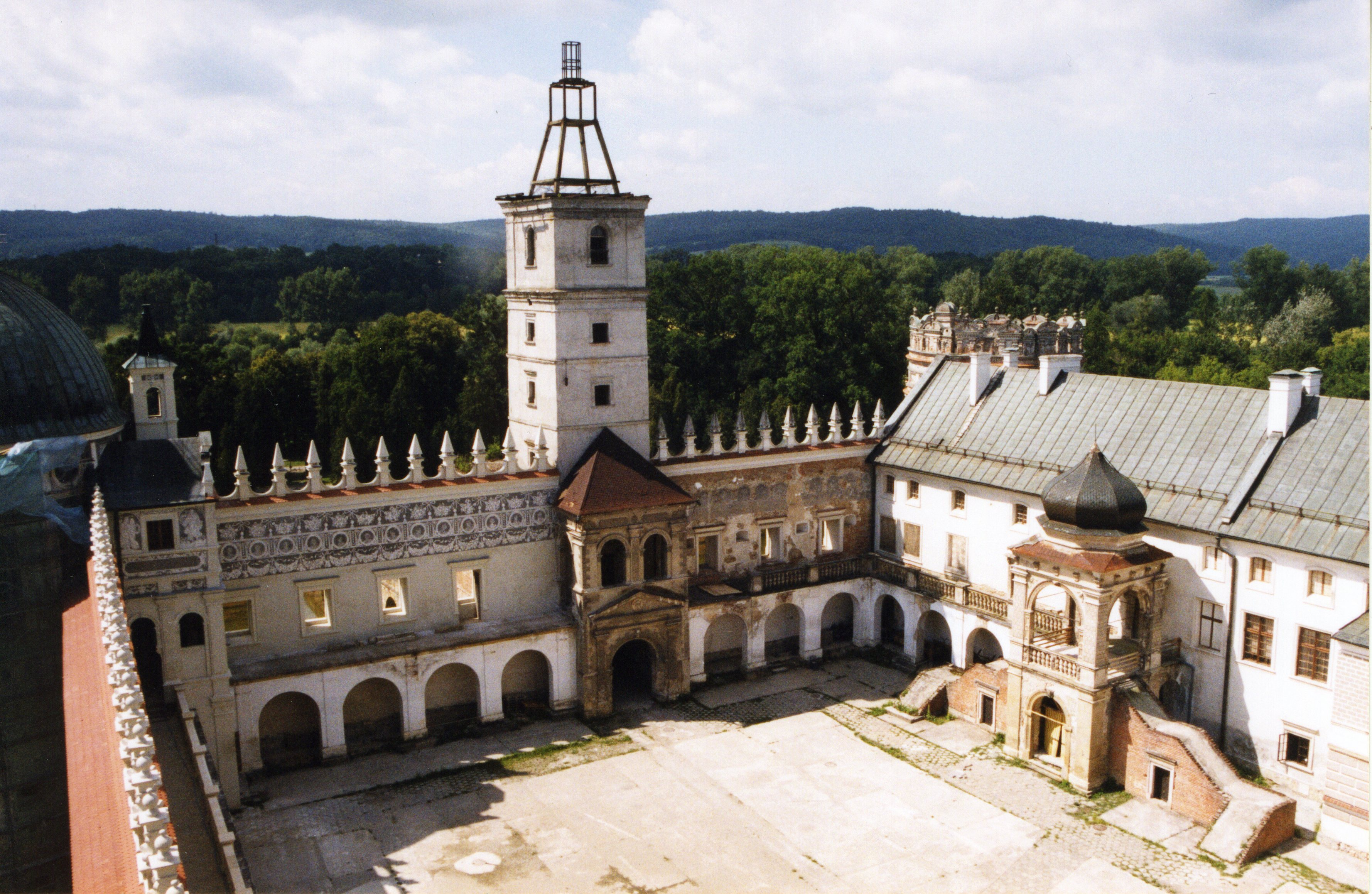
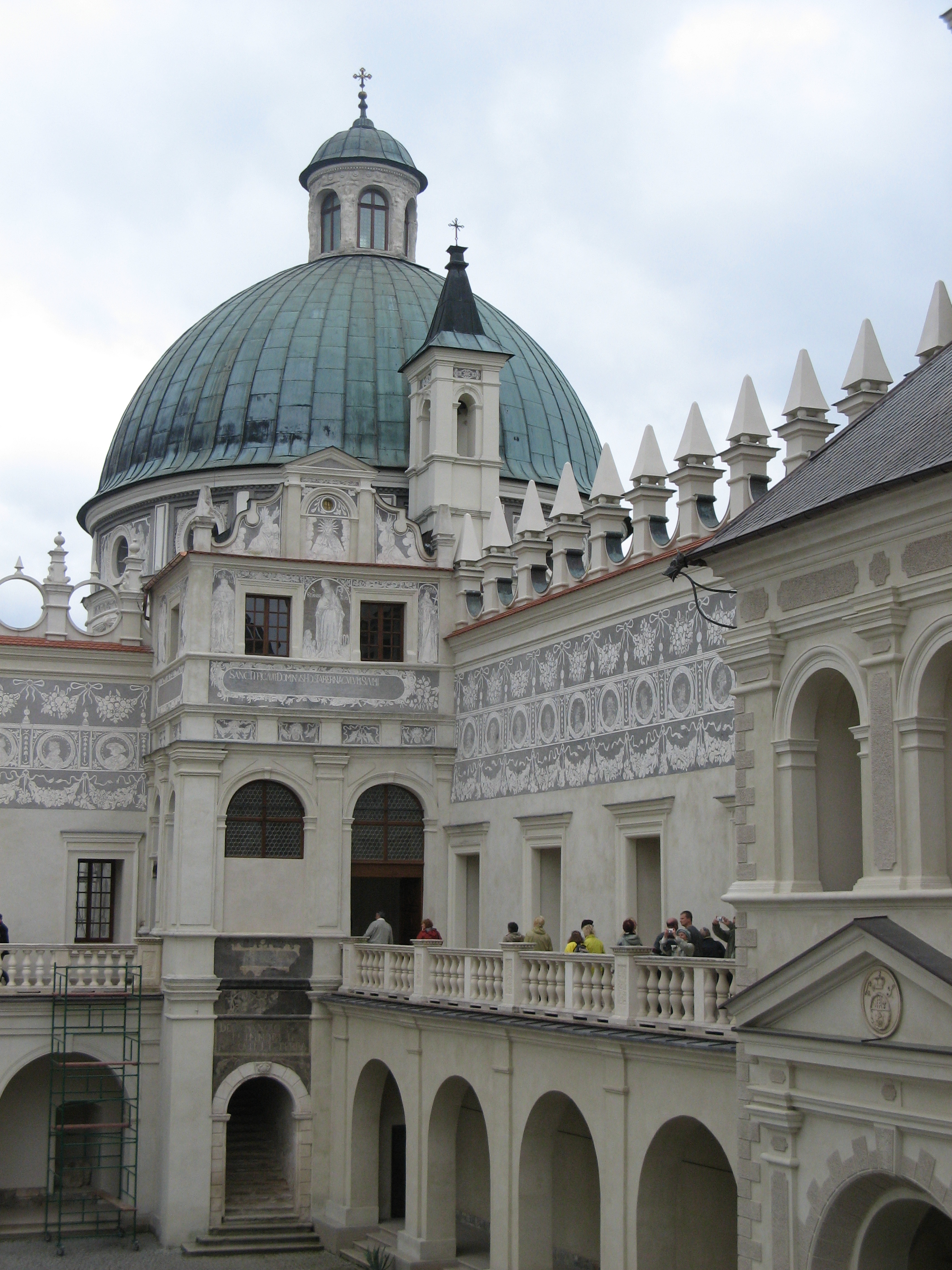
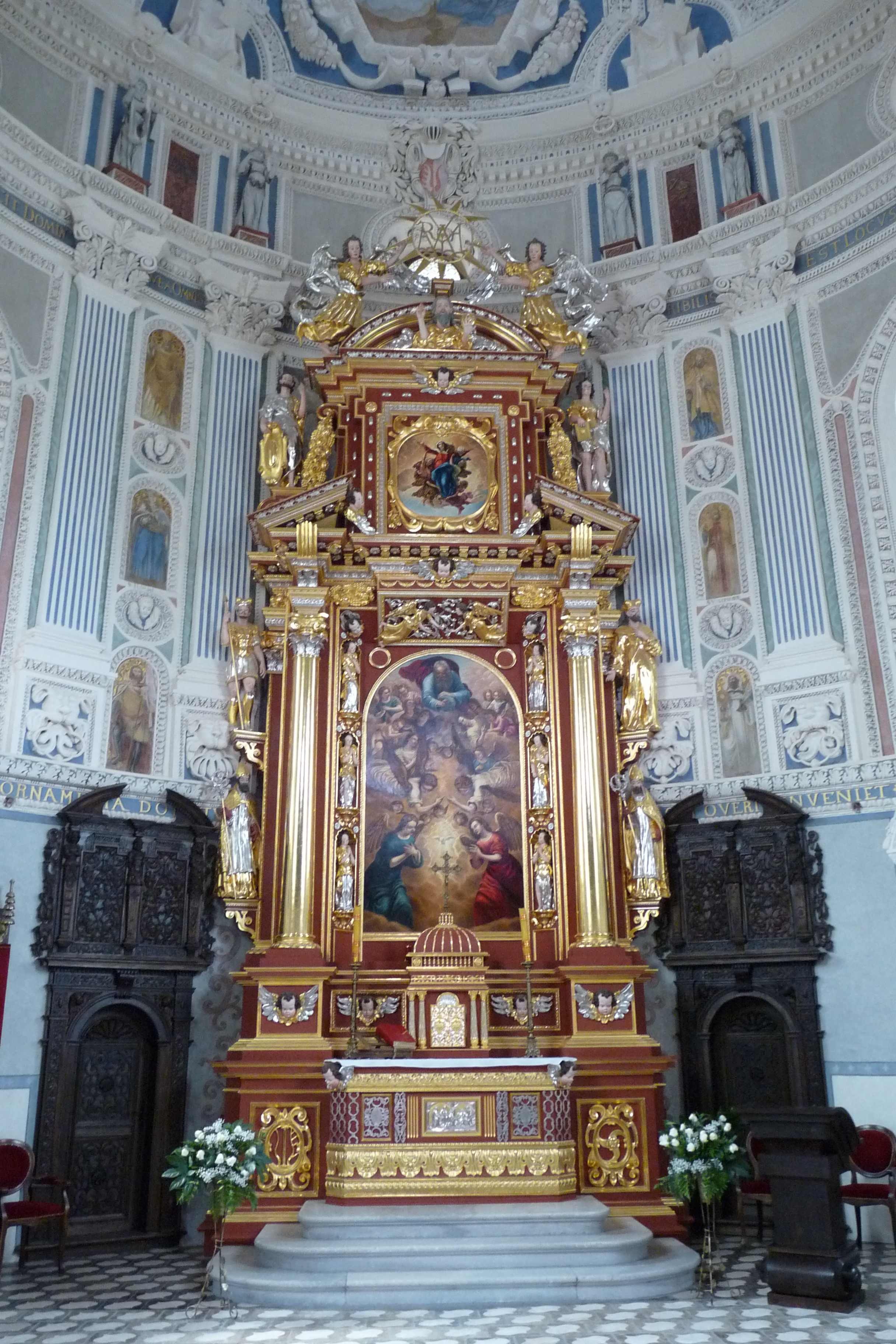

## 外部連結
- 官方网站
- A collection of pictures of Krasiczyn

49°46′35″N 22°38′58″E / 49.7764°N 22.649367°E